# Kedungwaru Lor
Kedungwaru Lor is een bestuurslaag in het regentschap Demak van de provincie Midden-Java, Indonesië. Kedungwaru Lor telt 4983 inwoners (volkstelling 2010).